# عادل عمار
عادل عمار (17 يونيو 1965-)، ممثل ومنتج ومؤلف سينمائي، ويعتبر مؤسس مهرجان العريش السينمائى للافلام الروائية القصيرة، ورئيس مهرجان أوسكار ايجيبت السينمائي، بعد أن عمل في مهرجان القاهرة السينمائى مع الراحل عزت أبو عوف، وهو صاحب مجمع عادل عمار الفني والتجاري بمدينة العريش. كانت البداية ممثلاً في قصر ثقافة الزقازيق.
حقق شهرة وسط شباب السينما المستقلة في مصر والعالم العربي.
قدم 48 عملاً في مجال التمثيل السينمائي والتلفزيوني  من أهمها:
- فيلم «ع الهوا» للمخرج إيهاب لمعي، عام 2006.[10]
- فيلم «الخزنجية» للمخرج محمد مرزوق، عام 1984.[11]
- فيلم "31/12" للمخرج محمد حمدي، عام 2013.[12]
- فيلم «مهمة في تل أبيب» للمخرج نادر جلال، عام 1992.[13]
- فيلم «الطعنة» للمخرج عبد الهادي طه، عام 1987.[14]
- فيلم «زمن الأقوياء» للمخرج أحمد ثروت، عام 1991.[15]

## وصلات خارجية
- عادل عمار على موقع السينما
- عادل عمار على موقع دهليز
- عادل عمار على موقع IMDB
- عادل عمار على موقع كاروهات
- عادل عمار على موقع هافن ايجي